# جاکومو بلاسون
جاکومو بلاسون (انگلیسی: Giacomo Blason; ۱۹ مارس ۱۹۱۴ – ۳ فوریهٔ ۱۹۹۸) بازیکن فوتبال اهل ایتالیا بود.
از باشگاه‌هایی که در آن بازی کرده‌است می‌توان به باشگاه فوتبال پرو گوریتسیا، باشگاه ورزشی لاتزیو، باشگاه فوتبال آ.اس. رم، باشگاه فوتبال تریستیانا، و باشگاه فوتبال ناپولی اشاره کرد.